# Wo die wilden Menschen jagen
Wo die wilden Menschen jagen (Originaltitel: Hunt for the Wilderpeople) ist eine neuseeländische Abenteuer-Filmkomödie von Taika Waititi aus dem Jahr 2016. Das Drehbuch basiert auf dem 1986 erschienenen Roman Wild Pork and Watercress des neuseeländischen Schriftstellers Barry Crump. Die Hauptrollen spielen der neuseeländische Kinderdarsteller Julian Dennison und Sam Neill.
Wo die wilden Menschen jagen feierte seine Premiere am 22. Januar 2016 auf dem Sundance Film Festival und kam am 31. März 2016 in die neuseeländischen Kinos. In Deutschland war der Film Ende September 2016 auf dem Filmfestival Schlingel zu sehen und wurde nur in wenigen Kinos gezeigt. Am 27. März 2017 erschien Wo die wilden Menschen jagen auf DVD und Blu-ray Disc.

## Handlung
Der mehrfach straffällig gewordene Jugendliche Ricky Baker wird von der Sozialarbeiterin Paula bei einer Pflegefamilie auf einer Farm untergebracht. Ricky, der ohne seinen Vater aufwuchs und von seiner Mutter alleingelassen wurde, akzeptiert widerwillig seine neue Pflegemutter Bella und deren mürrischen Mann Hec. Von Bella bekommt er zum 13. Geburtstag einen Hund geschenkt, den er nach seinem Vorbild Tupac nennt, und der ihm hilft, die neue Situation besser zu bewältigen.
Als Bella eines Tages überraschend stirbt, will die Kinderfürsorge Ricky wieder in ein Pflegeheim zurückbringen. Ricky, der mittlerweile auch Hec lieb gewonnen hat, beschließt daraufhin auszureißen und täuscht seinen Selbstmord vor, indem er eine Puppe bastelt und diese in einer Hütte anzündet. Zusammen mit Tupac begibt er sich in den neuseeländischen Busch, wo er sich jedoch als vollkommen unfähig erweist, allein zu überleben. Kurz darauf findet Hec Ricky und will ihn zurückbringen. Bei einem Streit bricht er sich jedoch den Fußknöchel, wodurch die beiden gezwungen sind, längere Zeit im Busch zu verbleiben. Mittlerweile haben die Behörden die abgebrannte Hütte vorgefunden und kommen zum Entschluss, dass wohl der trauernde labile Pflegevater den Jungen entführt haben muss.
Nachdem Hec wieder laufen kann, kommen Ricky und er zu einer Wanderhütte, wo sie drei Freizeitjäger treffen. Ricky erkennt auf einem Fahndungsplakat in der Hütte, dass Hec und er gesucht werden. Während einer Unterhaltung kommt es zu einem Missverständnis und die Jäger glauben, dass Ricky von Hec missbraucht wurde. Die beiden bedrohen das Jäger-Trio mit ihren Gewehren und können entkommen. Hec gesteht Ricky, dass er wegen Totschlags im Gefängnis war und Analphabet sei. Auch Ricky möchte nicht mehr zurück in eine Pflegeeinrichtung, und so beschließen beide im Busch unterzutauchen. Auf einem Berg kommt Hec Bellas Wunsch nach und streut ihre Asche, welche Ricky, bevor er ausgerissen ist, eingepackt hat, in einen Bach.
Die Behörden haben derweil eine nationale Großfahndung nach den beiden Flüchtigen ausgerufen. Als Hec und Ricky einen zuckerkranken Parkranger finden, eilt Ricky zur nächsten Siedlung. Dort trifft er auf das Mädchen Kahu, mit deren Hilfe der Ranger gerettet werden kann; Kahu ist wie Ricky und weitere Personen im Film Māori. Trotzdem können Ricky und Hec den Behörden entkommen. Monate später leben die beiden immer noch unentdeckt im Busch, bis sie auf den verrückten Sam treffen, der sich auch von der Regierung verfolgt fühlt und in dessen Hütte sie unterkommen. Sam manipuliert aus Hilfsbereitschaft Rickys Mobiltelefon, wodurch es von der Polizei geortet werden kann, und so kommt es schließlich zur finalen Verfolgungsjagd, an deren Ende Hec verhaftet wird und Ricky bei Kahus Familie untergebracht wird. Nach Hecs Haftentlassung besucht Ricky ihn und beide begeben sich auf die Suche nach dem ausgestorben geglaubten Huia-Vogel, welchen sie während ihres Abenteuers gesehen haben.

## Hintergrund
Regisseur und Drehbuchautor Taika Waititi arbeitete bereits seit 2005 an einer Filmadaption von Barry Crumps Roman Wild Pork and Watercress und schrieb mehrere Drehbuchfassungen. Entgegen der Buchvorlage, die wesentlich ernster ist, wurden in der finalen Fassung für den Film zusätzliche Charaktere eingebaut, um die Handlung aufzulockern.
Die Dreharbeiten dauerten fünf Wochen und fanden in den Bergen der Waitākere Ranges und dem Volcanic Plateau auf der neuseeländischen Nordinsel statt. Fast alle Szenen wurden mit nur einer Kamera gefilmt.

## Rezeption
Der Film erhielt eine äußerst gute Bewertung von Rotten Tomatoes, wo 96 Prozent von 193 gesammelten Kritiken positiv ausfielen. Bei Metacritic liegt die Bewertung bei 81 % basierend auf 30 Kritiken.
Für Tobias Mayer von Filmstarts ist Wo die wilden Menschen jagen eine „witzige, wilde und warmherzige Verlust- und Fluchtgeschichte […] die den ganz persönlichen Stempel von Regisseur Taika Waititi trägt.“
Dan Jolin von Empire urteilt, dass der Film ein bisschen Oben, Moonrise Kingdom und Midnight Run sei und den Zuschauer „mit einem Leuchten hinterlässt, das Wilderpeople einen Platz auf Ihrer Jahresbestenliste sichert“, da man „bei einigen Szenen darauf besteht, etwas ins Auge bekommen zu haben“, während man in anderen [vor Lachen] „hupt wie eine Gans auf Lachgas“.

## Synchronisation
Die deutsche Fassung wurde bei der Firma VSI in Berlin unter der Dialogregie von Stefan Kaiser erstellt.
| Rolle                 | Schauspieler              | Synchronsprecher/in    |
| --------------------- | ------------------------- | ---------------------- |
| Hector „Hec“ Faulkner | Sam Neill                 | Wolfgang Condrus       |
| Ricky Baker           | Julian Dennison           | Oliver Szerkus         |
| Bella Faulkner        | Rima Te Wiata             | Philine Peters-Arnolds |
| Paula                 | Rachel House              | Christin Marquitan     |
| Andy                  | Oscar Kightley            | Christoph Banken       |
| Kahu                  | Tioreore Ngatai-Melbourne | Friedel Morgenstern    |
| Psycho Sam            | Rhys Darby                | Axel Lutter            |
| Der Minister          | Taika Waititi             | Asad Schwarz           |